# Setaria cernua
Setaria cernua là một loài cỏ thuộc họ Poaceae.
Đây là loài đặc hữu của Ecuador.
Đây là một grass đặc hữu của vùng núi Andes Ecuador, nơi đây chúng mọc phổ biến ở các vùng đất khô thuộc tỉnh Imbabura, tỉnh Carchi và tỉnh Chimborazo. Ít nhất 11 quần thể đã được ghi nhận, một số được bảo tồn trong các vườn quốc gia Parque Nacionale Llanganates, Parque Nacional Sangay Reserva Ecológica Cayambe-Coca. Ngoại trừ môi trường sống bị hủy hoại, chưa có mối đe doạ nào khác đối với chúng.